# Acacia ligulata
Acacia ligulata é uma espécie de leguminosa do gênero Acacia, pertencente à família Fabaceae.